# Eugenia marowynensis
Eugenia marowynensis är en myrtenväxtart som beskrevs av Friedrich Anton Wilhelm Miquel. Eugenia marowynensis ingår i släktet Eugenia och familjen myrtenväxter. Inga underarter finns listade i Catalogue of Life.